# Betsabé Espinal
María Betsabé Espinal (esmentada també de vegades pels cognoms Espinosa o Espinoza) (Bello, Colòmbia, 25 de setembre de 1896 - Medellín, 16 de novembre de 1932) va ser una filadora i una de les líders sindicals que van dirigir la primera vaga d'obreres de Colòmbia a la Fàbrica de Teixits de Bello (Antioquia), del 12 de febrer al 4 de març de 1920. Aquesta no va ser la primera vaga colombiana, però es considera que va ser la primera vegada que les dones es van organitzar per reclamar els seus drets laborals.

## Biografia
Es tenen poques dades sobre la seva vida d'abans i de després de la vaga. Erròniament, es esmentada com a Espinosa o Espinoza. Espinal va ser batejada a l'església Nuestra Señora del Rosario de Bello el 1896. Va ser filla natural de Celsa Espinal i no va tenir germans, tampoc es va casar, ni va tenir descendents.

### La vaga del 1920
La Fàbrica de Teixits de Bello, fundada el 1904 per Emilio Restrepo Callejas, fou una important fàbrica tèxtil situada a pocs quilòmetres de la ciutat de Medellín, a on ara és el barri de Playa Rica. El personal fabril femení, d'entre 13 i 25 anys, representava el 80% de la plantilla, amb jornades de més de deu hores, guanyant un 250% menys que els seus companys homes per les mateixes tasques. Elles cobraven entre 40 cèntims de dòlar i 1 dòlar per setmana, mentre que els homes cobraven entre 1 dòlar i 2,70 dòlars per setmana.
La vaga va esclatar el 12 de febrer de 1920 per una sèrie d'abusos comesos per la direcció de l'empresa i els seus capatassos. No era la primera vegada que les treballadores tèxtils havien intentat paralitzar la fàbrica, però en aquesta ocasió s'havien organitzat millor. S'exigia l'acomiadament de dos funcionaris administratius, el tracte dels quals era despòtic i abusiu amb les treballadores, i dels capatassos, acusats d'abús sexual; a més les treballadores van demanar que se'ls permetés treballar amb espardenyes (ho feien obligatòriament descalces), a més d'increments salarials i de temps lliure dins la jornada laboral per a la presa d'aliments. A la vaga es van sumar entre 400 i 500 obreres, no obtenint el suport del personal masculí de la fàbrica. Els homes van ser insultats per les dones i titllats d'esquirols.
Al capdavant del moviment van estar les obreres tèxtils Teresa Tamayo, Adelina González, Carmen Agudelo, Rosalina Araque, Teresa Piedrahíta i Matilde Montoya. Betsabé Espinal, amb 24 anys, va tenir el rol més actiu durant la vaga, negociant amb els patrons, intervenint en les assemblees, atenent a la premsa en Medellín i impulsant la creació d'un Comitè de Solidaritat o de Socors per finançar la vaga i obtenir aliments per a les vaguistes.
La notícia de la vaga va ser difosa el 13 de febrer al diari El Correu Liberal d'Antioquia amb un titular en primera pàgina, a quatre columnes. La direcció de l'empresa i les autoritats civils i religioses van intentar negociar la fi de l'atur, però les dones es van mostrar decidides a aconseguir les seves reivindicacions.
Al tercer dia de vaga, Espinal va viatjar a Medellín per fer arribar els seus reclams al governador d'Antioquia. També va visitar les seus dels diaris El Espectador, El Correo Liberal i El Luchador, concedint entrevistes, gràcies a la qual cosa la vaga va tenir un gran abast a la regió. Així, els estudiants de medicina de la Universitat de Antioquia van fer una col·lecta per socórrer les obreres, mentre que una fàbrica de teixits de Medellín es va oferir a sostenir-les durant dos mesos per tal que no cedissin.
Després de 24 dies de vaga van aconseguir les seves peticions: un augment salarial del 40 %, reducció de la jornada laboral a nou hores i cinquanta minuts, millors condicions d'higiene, l'acomiadament dels supervisors acusats de conductes indegudes i dels administradors enemics de les treballadores, així com la regulació del sistema de multes. El rector de Bello i l'arquebisbe de Medellín van actuar com a mediadors.
Una vegada finalitzada la vaga, una delegació de dones, encapçalades per Betsabé Espinal, va viatjar a Medellín per signar l'acord a la seu principal de l'empresa, i va impulsar una multitudinària marxa en agraïment als suports rebuts, mobilitzant-se entre l'Estació Vila i el Parc Berrío.
Finalment, una vegada acabada la vaga, Restrepo Callejas va acomiadar a diversos treballadors de tots dos sexes a manera de represàlia, inclosa Betsabé.
La vaga va tenir una important repercussió en la lluita pels drets laborals femenins. El 1929, seguint l'exemple de Bello, les 186 obreres de la fàbrica Rosellón d'Envigado (també al districte d'Antioquia) es van aturar exigint un augment salarial i la destitució d'alguns administradors abusius.

### Després de la vaga
Espinal va emigrar a Medellín a la recerca de treball, i va viure en una casa limítrofa al cementiri San Lorenzo (avui en dia Niquitao) i propera de la residència de María Cano, una altra gran líder obrera d'aquella època.
Va morir en la matinada del 16 de novembre de 1932, a l'edat de 36 anys, després d'intentar reparar un cable que havia caigut per una tempesta. El succés va ocórrer en una casa de Medellín, situada en la carrera Villa (carrera 41) amb carrer 41 (Los Huesos). Betsabé va arribar a l'hospital amb vida, però la gravetat de l'accident va fer que els metges no poguessin salvar-li la vida.
A la ciutat de Bello existeix una institució educativa que porta el seu nom: Institució Educativa Betsabé Espinal.